# Sawney Bean
Alexander «Sawney» Bean (East Lothian, fl. s. xv-xvi), va ser el cap d'un clan de 48 membres a Escòcia al segle xvi. Segons informes, va ser executat per l'assassinat en sèrie de més i per canibalisme de 1.000 persones.
La història apareix a The Newgate Calendar, un catàleg de crims de la Presó de Newgate de Londres. Mentre que els historiadors solen creure que Bean mai va existir o que la seva història ha estat molt exagerada, ha passat al folklore local i a formar part de la indústria turística d'Edimburg.

## La llegenda
Segons The Newgate Calendar, Alexander Bean va néixer a East Lothian durant el segle xvi. El seu pare era enterrador i tallador de làpides, i Bean va intentar assumir el negoci familiar, però ràpidament es va adonar que tenia poc gust pel treball honest.

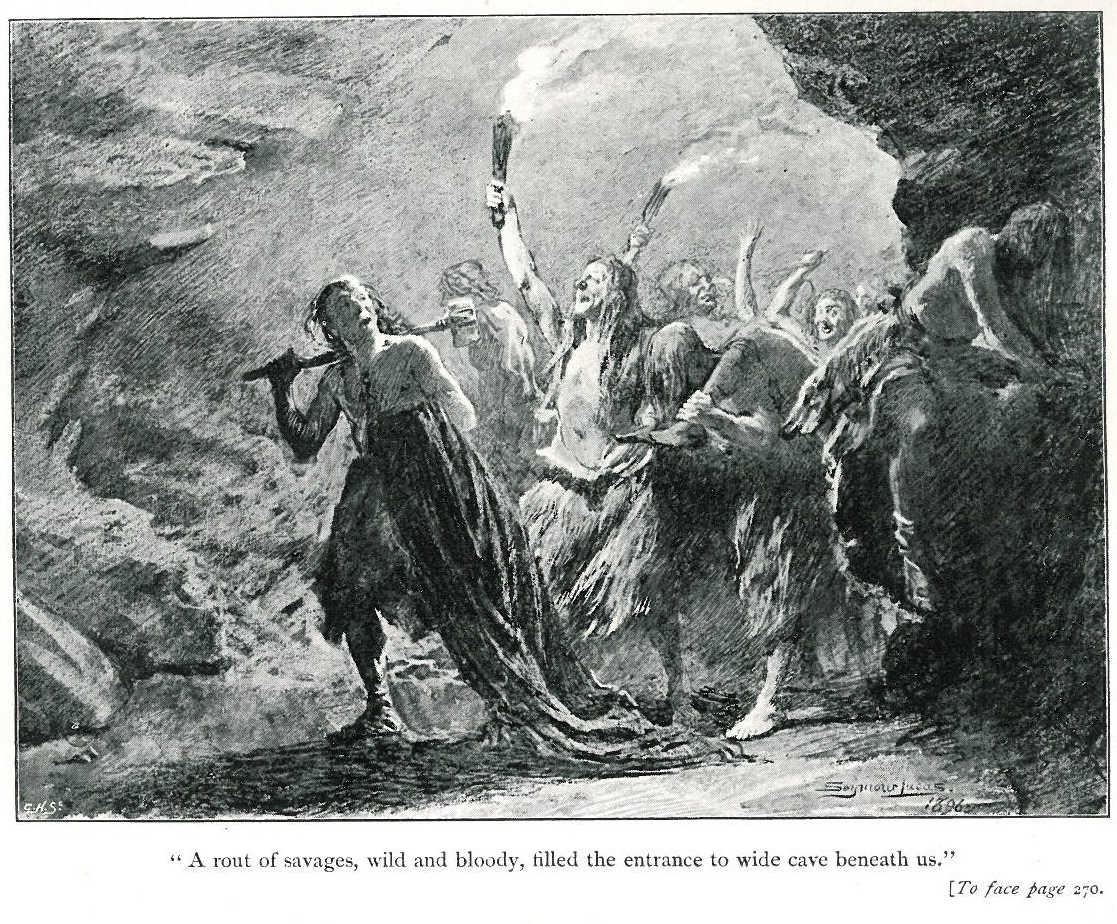
El clan caníbal en la seva cova. Il·lustració de John Seymour Lucas per a la novel·la The Gray Man (1896), de Samuel Rutherford Crockett

Es va casar amb una dona cruel anomenada Agnes Douglas, que aparentment va compartir les seves inclinacions i que es creia que era una bruixa. Després d'alguns robatoris i del canibalisme d'una de les seves víctimes, la parella va acabar amagant-se a una cova costanera de Bennane Head, entre Girvan i Ballantrae, on van viure sense ser descoberts durant 25 anys. La cova era de 200 m de profunditat i, durant la marea alta, l'entrada estava amagada per l'aigua.
La parella va tenir 8 fills, 6 filles, 18 nets i 14 netes. Diversos nets eren productes d'incest entre els seus fills.
El clan va prosperar sortint a les nits per robar i assassinar individus o petits grups. Els cossos de les víctimes es portaven a la cova, on eren desmembrats i menjats. Les restes eren confitades en barrils i les parts sobrants eren llençades a les platges properes, per fer creure a la gent que havia sigut un animal salvatge.
Les restes de cossos i les desaparicions no van passar desapercebudes pels veïns del lloc, però els Bean es quedaven a la cova durant el dia i atacaven les seves víctimes a la nit. El clan era tan secret que els vilatans ignoraven que els assassins visquessin tan a prop.
A mesura que augmentaven les desaparicions, es van realitzar diverses batudes organitzades per trobar els culpables. En una de les batudes es va descobrir la cova, però els homes es negaven a creure que qualsevol cosa humana pogués viure en ella. Frustrada, i en una frenètica recerca de la justícia, la gent del poble va linxar diversos innocents, però les desaparicions van continuar. Sovint, la sospita va recaure sobre els hostalers locals, ja que eren els últims coneguts que havien vist vives moltes de les persones desaparegudes.
Una fatídica nit, els Beans van emboscar a una parella casada que viatjava cap a una fira en cavall, però l'home era expert en el combat i es va poder defensar amb l'espasa i la seva pistola. La dona va morir durant la lluita, però abans de poder assassinar l'home va aparèixer un gran grup de persones i els Bean van fugir.
Amb l'existència de Beans finalment revelada, no va passar molt temps abans que el rei (Jaume VI d'Escòcia (després Jaume I d'Anglaterra), en històries que daten els fets al segle xvi, encara que altres històries els daten al segle xv) van escoltar les atrocitats i van decidir dur a terme una cacera amb 400 homes i diversos gossos bloodhound. Aviat van descobrir la cova dels Beans, que prèviament havien passat per alt, en Bennane Head. Dins de la cova hi havia restes humanes, amb algunes parts del cos penjades a la paret i barrils plens de membres, havent estat l'escenari de molts assassinats i actes de canibalisme, així com objectes robats i joies.
Existeixen dues versions sobre el que va passar després:
- La versió més coneguda és que tot el clan va ser capturat viu, sense oferir resistència. Van ser empresonats a la presó de Tolbooth d'Edimburg, i després es van traslladar a Leith o Glasgow, on van ser executats sense demora i sense judici, ja que no van ser considerats humans ni aptes per a ser jutjats. Van tallar els genitals de Sawney i de tots els homes del clan, i després els van tallar les mans i els peus, i els van deixar sagnant fins que Sawney va dir les seves darreres paraules: «Això no s'ha acabat, mai s'acabarà». Després d'observar la mort dels homes, Agnes i les dones del clan van ser cremades vives a la foguera. Això recorda, en essència, si no en detall, els càstigs de penjat, arrossegat i esquarterat decretats per als homes condemnats per traïció, mentre que les dones eren condemnades a la foguera.
- Una altra versió diu que es va dinamitar l'entrada de la cova, amb tots els membres del clan Bean dins de la cova.

El poble de Girvan, situat a prop de la macabra escena dels assassinats i canibalisme, té una altra llegenda sobre el clan Bean. Es diu que una de les filles de Bean va deixar el clan i es va instal·lar a Girvan, on va plantar un Dule Tree (un arbre per a penjar gent) que va ser conegut com «The Hairy Tree» (L'Arbre Pelut). Després de la captura i l'exposició de la seva família, la identitat de la filla va ser revelada pels locals enutjosos i la van penjar d'una branca de l'Arbre Pelut.

## Fonts i veracitat

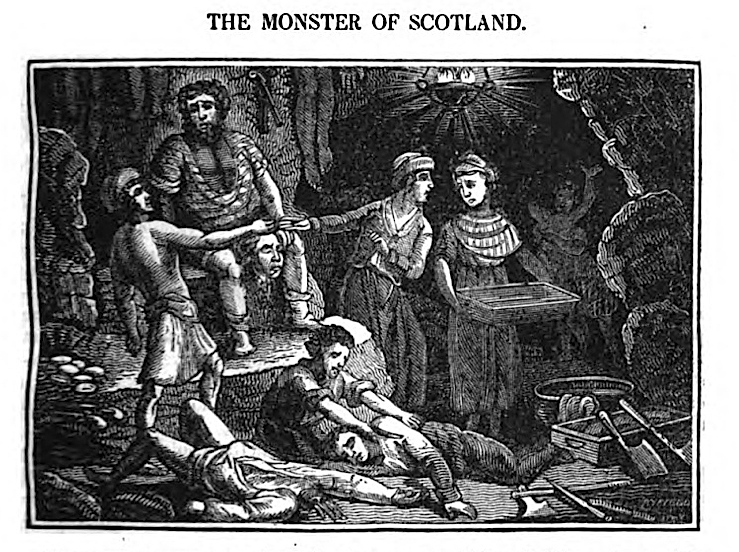
El monstre d'Escòcia, gravat de John Byfield, c. 1830